# 23.ª Brigada Mixta (Ejército Popular de la República)
La 23.ª Brigada Mixta fue una unidad del Ejército Popular de la República creada durante la Guerra Civil Española. A lo largo de la contienda estuvo desplegada en los frentes de Madrid, Aragón, el Ebro y Cataluña.

## Historial
La unidad fue fundada en octubre de 1936, en Cartagena, a partir de los batallones «Triana», «Milicias de Cartagena» y «Fernando Condés». El mando de la unidad recayó en el teniente coronel de infantería Eloy Camino Peral, mientras que el comandante de infantería Antonio Sicilia Serrano se hizo cargo de la jefatura de Estado Mayor. Rafael Recatero Vilches, de las JSU, fue nombrado comisario político.
A comienzos de enero de 1937 la brigada fue enviada al frente de Madrid, al sector de San Martín de la Vega, preparada para participar en una prevista ofensiva. Llegó a intervenir en la Batalla del Jarama, integrada en la División «C»; entre el 19 y 22 de febrero llevó a cabo varios asaltos fallidos contra la posición de «El Pingarrón». En junio la 23.ª BM fue asignada a la 16.ª División del III Cuerpo de Ejército, en el frente de Madrid. Siguió estacionada en este sector durante los siguientes meses. En la primavera de 1938, cuando se produjo la ofensiva franquista en el Frente de Aragón, la brigada fue enviada como refuerzo. Tras llegar a Gandesa, se trasladó a Fraga, donde entró en combate con las fuerzas enemigas. Hubo de replegarse hacia la retaguardia, concentrándose en Sarroca de Segre. En mayo de 1938 participó en la ofensiva de Balaguer.
En julio de 1938 agrupaba cuatro batallones —89.ª, 90.ª, 91.ª y 92.ª—. El 27 de julio, tras el comienzo de la Batalla del Ebro, cruzó el río y avanzó por la Sierra de la Fatarella, para reforzar la presión republicana sobre Villalba de los Arcos. Posteriormente la unidad sería retirada a la orilla contraria del Ebro para ser reorganizada. El 7 de noviembre tomó parte en un ataque de distracción contra el vértice «Escorpión», en la cabeza de puente de Serós.
Durante la Campaña de Cataluña tuvo un papel poco relevante, debiéndose retirar hacia la frontera francesa.

## Mandos
Comandantes
- Teniente coronel de infantería Eloy Camino Peral;[6]
- Comandante de infantería Antonio Sicilia Serrano;
- Comandante de infantería Alberto Calderón Martínez;[7]
- Mayor de milicias Francisco Sánchez de las Matas Roca;[7]
- Comandante de Carabineros Ricardo Gómez García;

Comisarios
- Rafael Recatero Vilches, de las JSU/PCE;[8]